# Jülicher Kreisbahn 1 und 2
Die Tenderlokomotiven Jülicher Kreisbahn 1 und 2 waren Dampflokomotiven mit der Achsfolge B.
Sie fuhren von 1910 an auf der Jülicher Kreisbahn und waren bis Mitte der 1960er Jahre im Einsatz. Die Lokomotive Nummer 1 wurde 1972 als Denkmal in Köttingen aufgestellt. Seit 1996 befindet sie sich bei Spoorweg-Maatschappij Zuid-Beveland in den Niederlanden.

## Geschichte
Die Lokomotiven gehörten zur Erstausstattung der Jülicher Kreisbahn und führten den Personen- sowie den Güterverkehr auf der Strecke durch. Für die Verkehrsaufgaben genügten die kleinen Lokomotiven trotz der Steigungen bis zu 20 ‰ den Anforderungen jahrzehntelang. Erst ab 1952 wurde der Personenverkehr mit einem Triebwagen durchgeführt, die Güterzüge in der Zeit der Rübenkampagne wurden ab 1959 von einer ELNA 2 bedient.
Ab 1960 erhielten sie die Bezeichnung der Deutschen Eisenbahn-Gesellschaft. Sie behielten ihre ursprüngliche Nummerierung und waren die einzigen zweiachsigen Lokomotiven der Gesellschaft. Die 2 wurde 1961 abgestellt und 1963 verschrottet. Die 1 fuhr noch bis 1966, wurde dann abgestellt, 1972  als Denkmal aufgestellt und 1996 in die Niederlande verkauft. Sie soll beim Verein Spoorweg-Maatschappij Zuid-Beveland wieder fahrfähig aufgearbeitet werden.

## Technik
Die Lokomotive hatte einen Innenrahmen und einen Raddurchmesser von 1.030 mm. Der Wassertank war zwischen den Rahmenwangen gelagert. Der rechte seitliche Kasten wurde möglicherweise als Wassertank verwendet, da sie einen größeren Wasservorrat als die vierachsige Marburger Kreisbahn 5 besaß. Der andere seitliche Kasten wurden als Kohlekasten genutzt. Die Einlaßstutzen für das Wasser liegen direkt vor den seitlichen Kästen. Die Lokomotive ist mit einem kleinen Sandkasten, von dem über Handbetätigung jeweils eine Achse von innen gesandet wurde, einem vor dem Führerhaus platzierten Sicherheitsventil der Bauart Ramsbotton und einem Läutewerk zwischen Sandkasten und Sicherheitsventil ausgerüstet.
Die Achsen der Lok wurden über Blattfedern abgefedert; bei der vorderen Achse lag die Feder oberhalb des Rahmens, bei der hinteren Achse unterhalb der Achslager. Abgebremst wurde nur die hintere Achse beidseitig.
Die Dampfmaschine arbeitete nach dem Nassdampfverfahren. Der Kessel besaß 120 Rohre mit einem Innendurchmesser von 41 mm, einem Außendurchmesser von 46 mm und einer Rohrlänge von 2.950 mm.